# 貝克敦 (密歇根州)
貝克敦（英語：Bakertown）是位於美國密歇根州貝林縣的一個非建制地區。
这个名字有时写作“贝克斯敦”(英語：Bakerstown)，是以 19 世纪一家磨坊的业主贝克兄弟的名字命名的。

## 地理
貝克敦所處的海拔為高於海平面220米（即722英呎），而該地所採用的時區為UTC-5，即北美东部時區（EST）。同時該地設有夏令時間，為UTC-5調快一小時，即UTC-4（EDT）。